# Bahawalpur (stato)

Bandiera (1945 - 1955)

Lo Stato di Bahawalpur fu uno Stato principesco del subcontinente indiano, avente per capitale Bahawalpur. Lo Stato venne fondato nel 1802 dal Nawwāb Moḥammad Bahawal Khān ʿAbbasī dopo l'implosione dell'Impero Durrani. Il suo successore, il Nawwāb Moḥammad Bahawal Khān ʿAbbasī III siglò il primo trattato dello Stato per un'alleanza sussidiaria con i britannici il 22 febbraio 1833, garantendo il governo interno al Nawwāb, sotto il controllo del Regno Unito, al quale spettava anche il controllo delle relazioni estere. Dopo poco più di un secolo di queste relazioni, tutto finì con l'indipendenza dell'India e lo Stato optò per l'annessione al nuovo dominion del Pakistan dal 7 ottobre 1947, divenendo così uno Stato principesco di quell'area. Il 14 ottobre 1955 lo Stato venne unito alla provincia del Pakistan occidentale e cessò il suo status monarchico.

## Storia

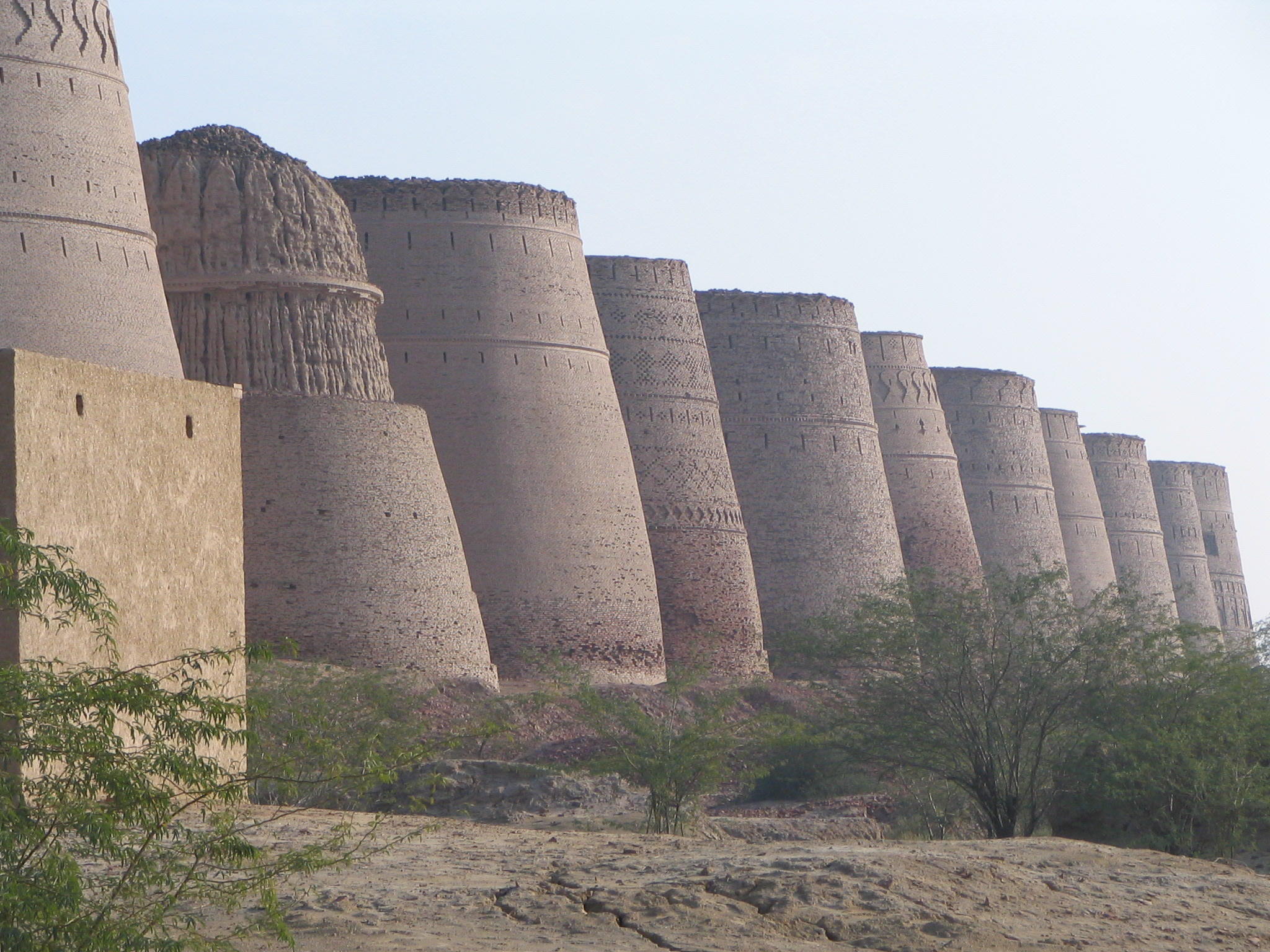
Il Forte di Derawar fu il più importante dei forti dei nawab nel Deserto del Cholistan

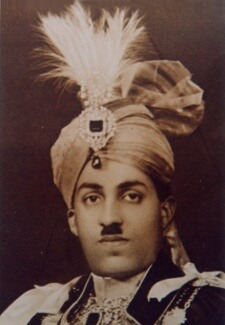
Il generale e nawab Sadeq Mohammad Khan V, l'ultimo ma il più popolare dei regnanti dello stato di Bahawalpur

La tribù "abbaside" a cui appartenne la famiglia regnante del Bahawalpur, si riteneva diretta discendente dei califfi abbasidi. La tribù veniva a sua volta dal Sindh giungendo in seguito a Bahawalpur e proclamando l'indipendenza dello Stato durante il declino dell'Impero Durrani. Bahawalpur assieme ad altri Stati del subcontinente indiano, era posta a nord del fiume Sutlej, con l'Himalaya ad est, il fiume Yamuna ed il distretto di Delhi a sud, oltre a quello di Sirsa a ovest. Questi Stati erano governati dalla dinastia Scindia dell'Impero Maratha, al quale erano costretti a versare tributi sino alla Seconda guerra anglo-maratha del 1803-1805, dopo la quale i Maratha persero i loro territori a favore dei britannici.
Come parte del Trattato di Amritsar del 1809, Ranjit Singh venne confinato sulla riva destra del Sutlej. Il primo trattato col Bahawalpur venne negoziato nel 1833, e l'anno dopo ne venne negoziato un altro per il traffico di merci sull'Indo. Questi trattati assicurarono l'indipendenza del Nawwāb e dei suoi territori, aprendo il traffico in aree poco commerciali. Le relazioni politiche del Bahawalpur, vennero regolate da un trattato dell'ottobre del 1838.
Durante la Prima guerra anglo-afghana, il Nawwāb aiutò  i britannici con rifornimenti e cooperazione con sir Herbert Edwardes nella spedizione contro Multan. Per questo servizio il Nawwāb fu ricompensato con l'annessione dei distretti di Sabzalkot e Bhung, assieme a una pensione a vita. Alla sua morte scoppiò una disputa per la successione, dalla quale uscì infine vincitore il figlio terzogenito. Il nuovo governante, ad ogni modo, venne deposto dal fratello maggiore e ottenne asilo nei territori britannici, con una pensione derivante dalle rendite del Bahawalpur; dopo non aver onorato le sue promesse di abbandonare le pretese sul trono, cercò di detronizzare il fratello ma fu confinato nel forte di Lahore dove morì nel 1862.

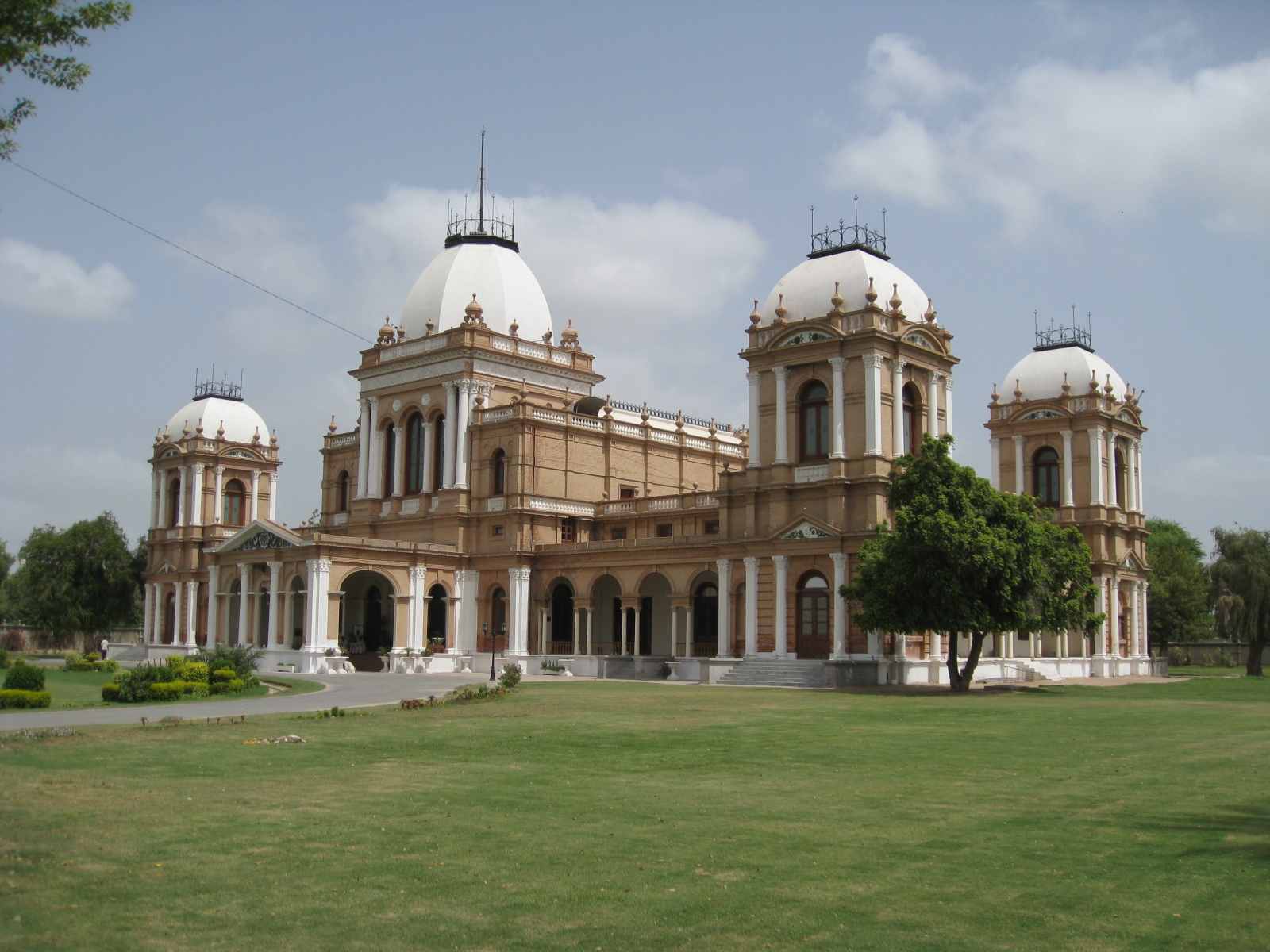
Il Noor Mahal a Bhawalpur

Nel 1863 e nel 1866 scoppiarono insurrezioni contro il nawwāb che riuscì ad ogni modo a reprimerle nel sangue; nel marzo del 1866, improvvisamente, il nawwāb morì (si mormorò che fosse stato avvelenato) e a lui succedette suo figlio, il Nawwāb Sadiq Muhammad Khan IV, un bambino di appena quattro anni. Dopo una serie di tentativi, il governo locale concluse che la cosa migliore da fare per superare il momento di crisi fosse quella di concedere momentaneamente l'amministrazione del principato ai britannici. 
Nel 1879, il Nawwāb venne investito dei pieni poteri, assistito comunque da un consiglio composto da sei membri. Durante le campagne afghane (1878–80) il Nawwāb fu posto come guardiano della frontiera di Dera Ghazi con truppe fornite dai britannic. Alla sua morte nel 1899 gli succedette Muhammad Bahawal Khan V, che raggiunse la maggiore età nel 1900, e fu investito dei pieni poteri nel 1903, ottenendo il saluto onorifico con dodici salve di cannoni da parte del governo britannico.

### Indipendenza dal Pakistan
La maggioranza della popolazione dello Stato del Bahawalpur era di religione islamica e sostenne la Lega musulmana indiana e il movimento per il Pakistan. Dopo l'indipendenza del Pakistan nel 1947, la maggioranza degli indù e dei sikh emigrò in India mentre i musulmani rifugiati dell'India si insediarono nello Stato di Bahawalpur. Dopo l'indipendenza del Pakistan, il nawwāb Sadeq Mohammad Khan V diede prova di grande generosità verso il nuovo governo. Egli inviò la somma di settanta milioni di rupie al governo e donò gran parte delle sue proprietà private all'Università del Punjab, al King Edward Medical College e al Mosque of Aitchison College di Lahore. Al tempo dell'indipendenza tutti gli Stati principeschi dell'Asia meridionale poterono scegliere se aderire al Pakistan o all'India. Per convincere il Nawwāb a rimanere in India, il Pandit Nehru si recò da lui mentre era a Londra e gli offrì numerosi incentivi ma egli declinò l'offerta. Il 5 ottobre 1947 siglò un accordo col governo del Pakistan e pertanto aderì al nuovo Stato di cui fu il primo componente. Il fattore principale di questa scelta furono i sentimenti filo-islamici della maggioranza della popolazione del Bahawalpur. Inoltre, il Nawwāb e il Quaid-i-Azam (Mohammed 'Ali Jinna) erano vecchi amici e avevano grande rispetto l'uno per l'altro già prima della creazione del Pakistan. L'Ameer of Bahawalpur Refugee Relief and Rehabilitation Fund fu istituito nel 1947 per aiutare i rifugiati del territorio del Bahawalpur per il loro inserimento nella società.
Nel 1953, il Nawwāb rappresentò il Pakistan alla cerimonia di intronizzazione di re Faysal II dell'Iraq e all'incoronazione della regina Elisabetta II del Regno Unito. Nel 1955 fu siglato un accordo tra il Nawwāb Sadiq Muhammad e il generale Ghulam Muhammad Malik, secondo il quale lo Stato di Bahawalpur sarebbe divenuto parte della provincia del Pakistan Occidentale e de facto il Nawwāb avrebbe ricevuto un emolumento da parte del governo pakistano, mantenendo i propri titoli e la precedenza spettantegli nel protocollo di Stato. Nel maggio del 1966 il Nawwāb Sadiq, ultimo regnante di Bahawalpur morì a Londra ponendo fine al suo lungo regno durato in tutto 59 anni; il suo corpo fu riportato a Bahawalpur e sepolto nella tomba dei suoi antenati nel forte di Derawer. Suo figlio primogenito, Haji Muhammad Abbas Khan Abbasi Bahadur, gli succedette col titolo onorifico di Nawwāb di Bahawalpur, ma non ebbe cariche politiche né amministrative nello Stato. Suo nipote Salah ud-Din Muhammad Khan è l'attuale titolare del titolo.

## Nawwābdi Bhawalpur

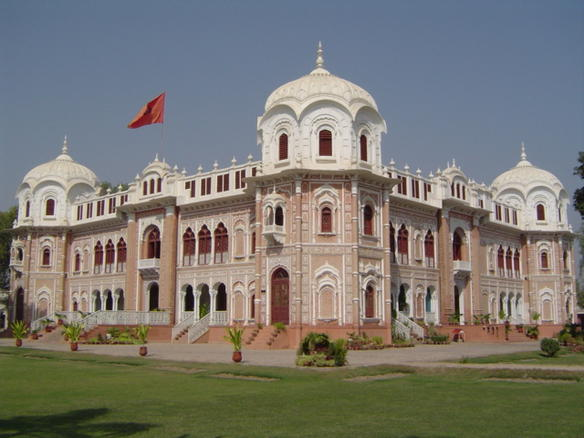
Darbar Mahal, il palazzo dei Nawwāb di Bahawalpur

I governanti del Bahawalpur erano abbasidi che provenivano da Shikarpur e Sukkur e ottennero l'area che sarebbe poi diventata lo Stato del Bahawalpur. Ottennero il titolo di emiri che conservarono sino al 1740, quando il titolo fu cambiato in quello di Nawwāb. Anche se il titolo fu abolito nel 1955 dal governo del Pakistan, l'attuale capo della casata del Bahawalpur, Salah ud-Din Muhammad Khan, mantiene formalmente il titolo di Amir.
Dal 1942, i Nawwāb furono coadiuvati da Primi ministri.
| Regno                               | Nawab Amir di Bahawalpur   |
| ----------------------------------- | -------------------------- |
| 1723 - 11 aprile 1746               | Sadiq I                    |
| 11 aprile 1746 – 12 giugno 1750     | Bahawal I                  |
| 12 giugno 1750 – 4 giugno 1772      | Mubarak II                 |
| 4 giugno 1772 – 13 agosto 1809      | Bahawal II                 |
| 13 agosto 1809 – 17 aprile 1826     | Sadiq II                   |
| 17 aprile 1826 – 19 ottobre 1852    | Bahawal III                |
| 19 ottobre 1852 – 20 febbraio 1853  | Sadiq III                  |
| 20 febbraio 1853 – 3 ottobre 1858   | Fath Mohammad Khan         |
| 3 ottobre 1858 – 25 marzo 1866      | Bahawal IV                 |
| 25 marzo 1866 – 14 febbraio 1899    | Sadiq IV                   |
| 14 febbraio 1899 – 15 febbraio 1907 | Bahawal V                  |
| 15 febbraio 1907 – 14 ottobre 1955  | Sadiq V                    |
| 14 ottobre 1955                     | Abolizione della monarchia |

| Governo                | Primo Ministro del Bahawalpur |
| ---------------------- | ----------------------------- |
| 1942–1947              | Sir Richard Marsh Crofton     |
| 1948–1952              | John Dring                    |
| 1952 - 14 October 1955 | A.R. Khan                     |
| 14 October 1955        | Abolizione della monarchiad   |